# Micrurus distans
Micrurus distans este o specie de șerpi din genul Micrurus, familia Elapidae, descrisă de Kennicott 1860. A fost clasificată de IUCN ca specie cu risc scăzut.

## Subspecii
Această specie cuprinde următoarele subspecii:
- M. d. distans
- M. d. michoacanensis
- M. d. oliveri
- M. d. zweifeli